# Rosendalsbanen
De Rosendalsbanen  is een ijsbaan in Brandbu in de provincie Innlandet in het zuiden van Noorwegen. De openlucht-natuurijsbaan is geopend in 1961 en ligt op 180 meter boven zeeniveau. De belangrijkste wedstrijden die er is gereden is het Europees kampioenschap allround van 1973 voor vrouwen.

## Grote kampioenschappen
Internationale kampioenschappen
- 1973 - EK allround vrouwen

Nationale kampioenschappen
- 1967 - NK allround vrouwen
- 1972 - NK allround vrouwen
- 1975 - NK allround mannen
- 1989 - NK afstanden mannen/vrouwen